# Baraki Barak
Baraki Barak, auch Barakī Barak oder Baraki Bara geschrieben, ist eine Stadt im Distrikt Baraki Barak in der Lugar-Provinz in Afghanistan, die früher die Hauptstadt der Lugar-Provinz war.
Der Ort liegt in gebirgigem Gelände im Tal des Lugar-Flusses auf einer Höhe über dem Meeresspiegel von 1937 m.

## Straßen
Baraki Barak liegt an einer militärstrategischen Straße, denn diese führt von Kabul bis nach Pakistan über zwei Pässe, den Khost-Gardez-Pass und den Peiwar-Pass. Die Hauptstraße von Ghazni nach Kabul, ein Teilstück des Asian Highway, führt 20 km im Westen an der Stadt vorbei und ist durch eine abzweigende Straße erreichbar.

## Ethnien

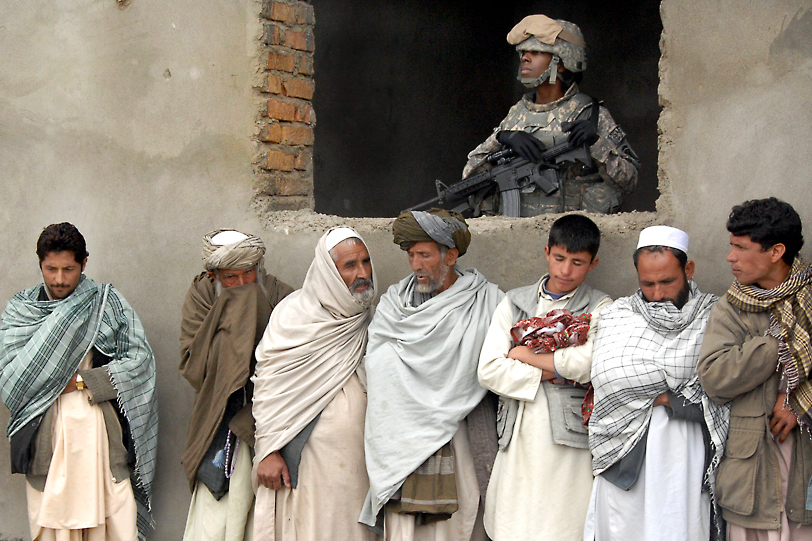
Menschen in Baraki Barak

Baraki Barak ist historisch das Zuhause der Stämme der Burki/Baraki/Ormuri, die als Burki außerhalb von Afghanistan bezeichnet werden. Es leben auch Paschtunen und Tadschiken in der Stadt, die nach dem Stamm der Baraki benannt ist. Einige der Baraki sprechen noch die Baraki-Sprache, die im Nordwesten, Westen der Stadt und in der Stadt leben.